# جابينياني
جابينياني هم مجموعة من المقاتلين تتكون من 2000 فيلق روماني و500 من سلاح الفرسان، تمركزوا في مصر من قبل الجنرال الروماني أولوس غابينيوس الذي أعاد الفرعون بطليموس الثاني عشر على العرش المصري في عام 55 قبل الميلاد. كلفت هذه القوات بمهمة حماية الملك المصري، لكنهم سرعان ما تبنوا أخلاق بلدهم الجديد وأصبحوا منعزلين تمامًا عن الجمهورية الرومانية. بعد وفاة بطليموس الثاني عشر سنة 51 قبل الميلاد، دعم الجابينياني ابنه بطليموس الثالث عشر في صراعه على السلطة ضد أخته كليوباترا، بل وأشركوا يوليوس قيصر (حليف كليوباترا)، أثناء حرب قيصر الأهلية حتى حصار الإسكندرية (48-47 قبل الميلاد) في معارك عنيفة.